# Michel Gill
Michel Gill (Nova York, 16 d'abril de 1960), també conegut com a Michael Gill, és un actor estatunidenc conegut per interpretar el president Garrett Walker a la sèrie de Netflix House of Cards i Gideon Goddard a Mr. Robot.

## Orígens i formació
Gill és un estatunidenc de primera generació que nasqué a la ciutat de Nova York en el si d'una família jueva. Els seus pares fugiren de l'holocaust. La seva llengua materna és el francès. Va estudiar a Aiglon College, el prestigiós internat suís. Després d'Aiglon, va anar a la Universitat Tufts abans de canviar a la Juilliard School, d'on es va graduar el 1985 (grup 14).

## Filmografia

### Televisió
| Any                  | Títol                            | Paper                    | Notes |
| -------------------- | -------------------------------- | ------------------------ | --- |
| 2003                 | Law &amp; Order: Criminal Intent | Spencer Anderson         | Episodi: "Gemini"                                                                                                   |
| 2013                 | The Good Wife                    | Frederick Plunkett       | Episodi: "Je Ne Sais What?"                                                                                         |
| 2013–2014, 2016–2017 | House of Cards                   | President Garrett Walker | 25 episodis Nominat – Screen Actors Guild Award for Outstanding Performance by an Ensemble in a Drama Series (2014) |
| 2014                 | Person of Interest               | Rene Lapointe            | Episodi: "Allegiance"                                                                                               |
| 2015                 | Forever                          | Dmitry Malakoff          | Episodi: Best Foot Forward                                                                                          |
| 2015-2016            | Mr. Robot                        | Gideon Goddard           | 11 episodis |
| 2016-2017            | The Get Down                     | Herbert Gunns            | 8 episodis |
| 2017                 | Ray Donovan                      | Doug Landry              | 6 episodis |
| 2018                 | Chicago Med                      | Robert Haywood           | Pare separat de la Dr Sarah Reese                                                                                   |

### Cinema
- Afflicted (2013)
- Condemned (2015)
- Who Killed JonBenét? (2016)

## Vida personal
Gill està casat amb la també actriu de House of Cards Jayne Atkinson (secretària d'estat Catherine Durant), amb qui es va conèixer quan ambdós treballaven a "The Heiress" al Long Wharf Theatre a New Haven, Connecticut. Van començar a festejar el 1992 i es van casar el 1998. Viuen amb el seu fill a Berkshire.